# Губарев Олександр Іванович
Олекса́ндр Іва́нович Гу́барев (1 вересня 1926, Дніпропетровськ — 2021) — український художник, дійсний член (академік) Національної академії мистецтв України (2009), народний художник України (1993), лауреат мистецьких конкурсів і виставок, нагороджений Почесною грамотою Верховної Ради України та іншими відзнаками.

## Біографія
Народився 1 вересня 1926 року в місті Дніпропетровську. 1949 року закінчив Дніпропетровське художнє училище.
У 1955 закінчив з відзнакою Київський державний художній інститут за спеціальністю «Художник-графік». Серед його вчителів були В. Касіян, О. Пащенко та І. Плещинський. По 1961 рік працював художником-ілюстратором журналу «Україна», а з 1961 займався власною творчістю.
Олександр Іванович також проілюстрував 32 книжки в видавництвах «Дитвидав»,« Молодь» і  «Веселка» Саме для останнього художник створив знаменитий логотип. Він автор більш як 90 екслібрисів, які стали взірцем цієї своєрідної графічної мініатюри. Ім'я митця внесено до Європейської енциклопедії екслібрису, що видається в Португалії.
Декілька разів обирався головою секції графіки, членом правління Київської організації НСХУ, членом правління Спілки, керівником творчих груп художників, які працювали в різних реґіонах колишнього СРСР і за його межами.
Більшість творів художника регулярно експонуються на виставках і завжди мають успіх серед шанувальників образотворчості. З 1968 і дотепер було представлено близько 40 персональних виставок в Україні й за кордоном. Численні твори митця зберігаються в найкращих музеях країни та в зарубіжних колекціях.

## Творчість
- «Народні балади Закарпаття» (1966, співавтор Володимир Гольба);
- «Українські пісні про кохання» (1967);
- «Карпати» (1971);
- «Моє місто» (1972);
- «Сторінки пам'яті» (1975);
- «Зустріч з Югославією» (1977);
- «По Болгарії» (1981);
- «Мотиви Києва» (1982);
- «Київ давній» (1983);
- «Незабутнє» (1988);
- «Золоті ворота. Народні легенди» (1990);
- «Київ історичний» (1993);
- «Іван Драч. Чорнобильська Мадонна» (1996);
- «Силуети Львова» (1997);
- «Алегорії» (1998);
- «Болгарські сюжети» (1999);
- «Я обіймаю Вас (пам'яті Сергія Параджанова)» (1999);
- «Хакасія. Свідки минулого» (2000);
- «Острів Утуруп. Вулкан Богрдан Хмельницький» (2003);
- «Дніпро біля Гребенів» (2005);
- «Чорногора» (2006).

## Нагороди
- Почесна грамота Верховної Ради України (2005)
- Золота медаль Академії мистецтв України (2010)